# Stazione di Caprarola
La stazione di Caprarola era una stazione ferroviaria posta lungo la linea ferroviaria Civitavecchia-Orte chiusa al traffico nel 1994. Era a servizio del comune di Caprarola.

## Storia
La stazione venne aperta nel 1928 e nel 1994 venne privata del suo traffico.

## Strutture e impianti
La stazione disponeva di un fabbricato viaggiatori e dal binario di circolazione.

## Cinema
La stazione è comparsa nel film di Quel maledetto treno blindato del 1978 che però cambia il nome del paese in "Pont Mossons" e sono state girate le scene della battaglia fra tedeschi e partigiani francesi.